# Государственная граница Южной Осетии
Госуда́рственная грани́ца Ю́жной Осе́тии (осет. Хуссар Ирыстоны паддзахадон арæн) — граница, отделяющая частично признанную Южную Осетию от территории, контролируемой Грузией, и от Российской Федерации. Согласно законодательству Южной Осетии граница между Южной Осетией и Грузией является государственной (между государствами Южная Осетия и Грузия), согласно законодательству Грузии — границей бывшей Юго-Осетинской АО; граница между Южной Осетией и Россией рассматривается Южной Осетией и Россией как государственная между Южной Осетией и Россией, Грузией — как государственная между Грузией и Россией. Согласно законодательству Грузии территория бывшей Юго-Осетинской автономной области рассматривается как оккупированные Россией территории Грузии.

## Граница с Грузией
Югоосети́нско-грузи́нская грани́ца — граница между Южной Осетией и Грузией. Согласно законодательству Южной Осетии является государственной (между государствами Южная Осетия и Грузия), согласно законодательству Грузии — границей бывшей ЮОАО, а также неофициально (не по Конституции Грузии) административной границей т. н. «Временной администрации Южной Осетии», выбиравшейся на подконтрольных Грузии до августа 2008 года территориях бывшей ЮОАО. По конституции Грузии такой границы и Южной Осетии как административной единицы Грузии нет, так как территория бывшей ЮОАО распределена согласно административно-территориальному делению Грузии между четырьмя краями (Шида-Картли, Мцхета-Мтианети, Имеретия, Рача-Лечхуми и Нижняя Сванетия) и между входящими в них муниципалитетами (Горийский, Карельский, Ахалгорский, Сачхерский, Онский).

### Описание
Протяженность южноосетинско-грузинской границы — 391,4 км. Для определения прохождение границы на местности в РЮО с 14 августа 2009 года начала работу комиссии по делимитации и демаркации государственной границы. Комиссия через МИД РЮО направила письмо в МИД Грузии с предложением о проведении соответствующей работы по делимитации и демаркации государственной границы между Республикой Южная Осетия и Грузией. Однако, в связи с отсутствием ответа от грузинской стороны, работы по демаркации и делимитации границы начаты комиссией в одностороннем порядке. Министерством иностранных дел РЮО принято решение руководствоваться картами 1984 года и определять территорию Южной Осетии в границах бывшей Юго-Осетинской автономной области.
При работе комиссия столкнулась с рядом проблем. В частности имеется много спорных территорий. Некоторые местности территориально находятся на территории Южной Осетии, а административно — в Грузии, и наоборот. Принято решение создать рабочие группы в районах, которые должны проводить работу в приграничных с Грузией селах, проводить опрос населения, с целью выяснения точной принадлежности той или иной местности на момент распада СССР.
Главное архивное Управления РЮО собирает необходимые документы для определения линии прохождения границы. Предложено разбить всю границу на территориальные образования — участки; это муниципальные образования, сельские советы, где будут работать отдельные группы комиссии, выезжая на места и проясняя ситуацию. Из бюджета республики выделены финансовые средства для проведения работ в районах и приграничных селах РЮО.
Аналогичная работа проводится по демаркации и делимитации границы между РЮО и Российской федерацией. Для этого в обеих странах созданы делегации по делимитации и демаркации границ РФ и РЮО. Началось осуществление совместных мероприятий по делимитации и демаркации границ РФ и РЮО на местности.
29 сентября 2010 года civil.ge передал сообщение МВД Грузии о том, что «29 сентября с утра российские оккупационные силы в Шида Картли начали занимать дополнительную территорию и в пяти селах Цхинвальского региона приступили к перемещению вперед линии оккупации». Было указано, что «подразделения ФПС ФСБ России провели незаконные „работы по демаркации границы“, в частности, закопали арматурные столбы в селах: Квемо Никози, Земо Никози, Дици, Арбо и Корди». МВД Грузии заявил, что «в селе Квемо Никози оккупантами „захвачено“ 25 гектаров сельскохозяйственной земли; в селе Дици за незаконной линией отметки оказались дома, принадлежащие трем семьям и половина фруктового сада одной семьи, а также пастбища, оросительный канал и недавно построенная водяная скважина; в селе Арбо заняли 5 гектаров сельскохозяйственной земли, принадлежащей населению; а в селе Корди заняли полгектара сельскохозяйственной земли. В настоящее время „демаркация“ проводится и в селе Земо Никози». В заметке civil.ge было указано, что представитель Миссии наблюдателей ЕС (МНЕС) в Грузии отметил, что «МНЕС на данном этапе не может говорить о деталях, так как европейские наблюдатели изучают обстановку».

### Статус
Граница имеет неурегулированный статус ввиду непризнанности суверенитета Южной Осетии Грузией. С точки зрения Южной Осетии данная граница является государственной, с точки зрения Грузии — границы не существует. Де факто, южноосетинско-грузинская граница находится в процессе фактического обретения всех атрибутов государственной границы.

### Полемика по прохождению южноосетинско-грузинской границы

#### Полемика со стороны Южной Осетии
Общественность Южной Осетии считает, что границы Южной Осетии должны проходить в соответствии с проектом комиссии по установлению границ автономной области Юго-Осетии от 21 декабря 1921 г.:
а) С севера: пограничная линия проходит по Главному Кавказскому хребту вдоль южной государственной границы автономной Горской Советской Социалистической Республики;
б) С запада: пограничная линия начинается с границ АСС Горской Республики у истоков р. Чанчахи и её притоков и тянется вдоль хребта Цительта, пересекает р. Чанчахи при впадении в неё притока Госке, продолжается в Юго-Западном направлении по отрогам горы Госке, западнее этой реки, пересекает гору Госке, гору Кзлар, р. Гарулу, ниже сел Нижний Кважа (Коз), р. Кведрулу восточнее с. Кведи, спускается по отрогам горы Велуанта, пересекает гору Кудов, продолжается в юго-восточном направлении, пересекает правый приток р. Квирили северо-восточнее с. Переви, проходит восточнее с. Переви, пересекает р. Квирилу, упираясь в гору Перанга и тянется на юг по отрогам этой горы западнее горы Дзирули; пересекает последние и переходит по хребту Капрабис-сери, продолжается по верхнему течению р. Чарат-хеви и далее по отрогам хребта Капрабис-сери, западнее р. Лопан.
в) С юга: пограничная линия продолжается по дороге Чарчани-Цнелиси, пересекает р. Лопан, ниже Цнелиси, поворачивает на северо-восток, проходит выше с. Атони, пересекает р. Проне ниже с. Окона, тянется юго-восточнее р. Проне, пересекает левый приток р. Проне ниже с. Кватетри, далее пересекает р. Проне (Корнисскую) выше с. Двани, переходит параллельно с северо-западной стороны дороги Двани-Гуджабаур, пересекает р. Большую Лиахву ниже г. Цхинвала и выше с. Эргнети, упирается в с. Ередви, пересекает р. Малую Лиахву выше села Арбо, р. Чаребулу выше с.с. Мерети и Кошки, поворачивает на юго-восток р. Отреви выше с. Плависмани и рр. Адзуру и Меджуду немного выше сс. Адзеви и Меджрисхеви, продолжается северо-восточнее сс. Кирбали и Бершвети, пересекает р. Тартлу ниже с. Цинагар, правый приток р. Лехуры выше с. Хурвалети, захватывая границу селений Орчосан, Абреви и пр., пересекает р. Лехуру севернее сс. Сакоринтле и Адзиси, пересекает р. Ксанку выше с. Адзиси и упирается в гору Ипнианискеди.
Примечание: ввиду того, что состоялось заседание ЦК Компартии Грузии об образовании автономной области Юго-Осетии с центром в г. Цхинвале, комиссия практически считает возможным провести границу между Юго-Осетией и Горийским уездом ниже г. Цхинвала и выше с. Эргнети с включением в область сс. Дгвриси, Тамарашени, Ачабети, Курта, Кехви, Кемерти, Дзарцеми, Свери и Хеити, включая осетинские районы в Дзауском направлении.
Примечание: По вопросу включения сс. Окона, Набакеви, Тигва, Ередви в область Юго-Осетии тт. Шот и Элердев голосовали против включения и остались при особом мнении.
г) С востока: пограничная линия от горы Ипнианискеди поворачивает на север и пересекает котловину, проходя западнее линии сс. Микалинт-Кари, Ирмис-Сопели и пр., сгибает с запада средние отроги, пересекает последнюю немного восточнее у развалин церкви, далее продолжается на север вдоль течения р. Алеви, по хребту, восточнее последней, пересекает гору Чартала, гору Сапершети, гору Тахту, продолжается по линии водораздела между притоками рр. Арагви и Ксанки, пересекает высоты: Куркути, Мунджухе, перевал Ломисский у развалин монастыря и тянется до Джамурского перевала, поворачивает на восток, пересекает р. Арагви ниже с. Ганиси и Грузинскую дорогу ниже с. Кумлис-цихе, продолжается на север по юго-восточному склону гор Гуда и Крестовой, пересекает гору Сандкели и, сгибая с востока долину р. Нарвани, проходит через гору Кабарджин, снова пересекает В.Грузинскую дорогу и р. Терек ниже ст. Коби, сгибает с юга отроги горы Уд, пересекает последнюю гору Сырхи-сар восточнее и упирается у горы Казбек в Главный Кавказский хребет.
Трусовское ущелье
- В 2009 году президент Южной Осетии Эдуард Кокойты сообщил СМИ, что будет требовать возвращения ущелья в состав Осетии:Это исконно осетинская земля, которая по непонятным причинам в советское время как-то перешла под административное управление Грузинской ССР.Эти уникальные места, где родились многие выдающиеся представители нашего народа, почему-то отходят Грузии. В принципе, это территория Северной Осетии, но, учитывая, что Лениногорский район полностью контролируется нами, мы будем ставить эти вопросы, потому что это наши земли.[4]
- 3 августа 2009 года замминистра иностранных дел Грузии Александр Налбандов сообщил на брифинге, что МИД Грузии не собирается всерьёз обсуждать данный вопрос и дополнил:

В Цхинвали этот вопрос пока обсуждают чисто теоретически. И за этим теоретическим обсуждением не последует никакого практического осуществления, и они (власти Южной Осетии) хорошо осознают это.
Осетинская сторона требование о возвращении ущелья использует для психологического влияния на грузинскую сторону.
Село Квеши
- 2 августа 2009 года МИД Грузии обвинил РФ в переносе южноосетинской границы вглубь Грузии на несколько сот метров, с тем, чтобы село Квеши[6] оказалось в составе Южной Осетии. По заявлению МИД Грузии российские военнослужащие отметили новый рубеж на местности путём установки пограничных столбов.[7] Пограничное управление ФСБ России в Южной Осетии опровергло заявление грузинской стороны[8].

#### Полемика со стороны Грузии
Сегодняшнее руководство Грузии настаивает на следующих позициях:
- Граница между Южной Осетией и Грузией должна проходить не по границе бывшей Юго-осетинской автономной области, а по линии фактического противостояния между Южной Осетией и Грузией в период между 1992 годом и августом 2008 года, то есть большая часть территории Ленингорского района и часть других территорий Южной Осетии должны оставаться в составе Грузии.

Село Переви/Переу
- Граница бывшей Юго-Осетинской автономной области проходила непосредственно через село Переви, разделяя его на две неравные части: одна располагалась в Сачхерском районе, другая — в Джавском районе Юго-Осетинской автономной области Грузинской ССР[9][10][11]. После фактического отделения Южной Осетии от Грузии, село стало уже разделено государственной границей, поэтому сохранять его как единый населённый пункт не было возможности. Таким образом, с точки зрения югоосетинских властей в приграничной зоне сейчас расположены 2 села (Переви и Переу), Грузия же считает, что существует только одно село Переви и де-факто граница между Южной Осетией и Грузией должна оставлять его в составе Сачхерского района Грузии[10]. В селе Переви проживает около 250 семьей, всего около 1000 человек. По мнению некоторых грузинских экспертов «село Переви удалено от границы с Южной Осетией почти на 10 километров»[12]. В соответствиями с договоренностями, достигнутыми на Женевских дискуссиях в 2010 году, из Переви были выведены российские войска. Основная причина такого решения — реальный раздел села и создание российского блок-поста в югоосетинской части сделали невозможным свободное сообщение грузинской части Переви с остальной территорией Грузии (хотя данная территория и не является эксклавом, но прокладка объездных дорог крайне затруднена с учётом рельефа местности). Однако власти Южной Осетии сохранили контроль над осетинской частью села, выделяя его как отдельный населённый пункт Переу, а перепись населения Южной Осетии 2015 года зафиксировала в нём 36 жителей.[13]

Мамисонский перевал
- До 10 июня 2009 года со стороны Южной Осетии контроль над перевалом осуществляли грузинская сторона. После их отступления в эту зону введены российские и юго-осетинские пограничники, в результате чего весь перевал перешёл под фактический контроль Южной Осетии. При отступлении грузинские военные взорвали Николаевский мост. После восстановления моста, появились сведения, что Грузия вновь взяла под контроль участок Военно-Осетинской дороги вдоль пограничной реки Чанчахи, однако полностью ли она контролирует левобережье реки, где начинается территория Южной Осетии, не сообщается.

### Функционирование
Для охраны границы между РЮО и Грузией создано[кем?] 20 пограничных застав. Границу с Грузией охраняют 890 пограничников, часть[какую?] из них составляют граждане России, которых руководство Южной Осетии приглашает на службу по контракту. 12 июля 2012 года Южное региональное погрануправление ФСБ России объявило, что завершено обустройство границы в Южной Осетии. Построено 18 пограничных комплексов
Периодически (в среднем раз в полтора месяца) в грузинском селе Эргнети в 200 метрах от границы проходят так называемые встречи в рамках Механизма превенции инцидентов и реагирования на них (англ. meeting of the Incident Prevention and Response Mechanism), на которых общаются представители пограничников Южной Осетии, России и Грузии. В январе 2017 произошла 73-я такая встреча.

#### Пограничная охрана со стороны Южной Осетии
В настоящее время в Южной Осетии ведётся работа по созданию пограничных пунктов и перекрытию тысяч просёлочных дорог со стороны Грузии. Управление пограничных войск будет располагаться непосредственно в Цхинвале. Для охраны границы планируется использовать современные технические средства, системы видеонаблюдения, беспилотные летательные аппараты и локаторы. Планируется, что в течение двух лет в республике будут построены двадцать пограничных военных городков, в том числе здание Погрануправления в Цхинвале, четыре погранотдела в каждом районе республики и 15 погранотделений в населённых пунктах Южной Осетии.
На границе между Южной Осетией и Грузией в пределах Цхинвальского района создано пограничное военно-инженерное сооружение под наименованием «Южный вал», представляющее собой противотанковый ров и вал довольно большой высоты. В состав «Южного вала» входят также пять наблюдательных постов. «Южный вал» исключает прорыв бронетехники со стороны Грузии, а также несанкционированное пересечение границы транспортом и людьми..
В мае 2013 года российские пограничники начали сооружение на границе заграждений из колючей проволоки. Грузинская сторона заявила, что часть из них перенесена вглубь грузинской территории на расстояние до 300 метров. Свою озабоченность по поводу заграждений выразили представители НАТО. За летний сезон 2013 года было обустроено 60 км заградительных сооружений. На 2014 год запланировано дальнейшее обустройство границы.

#### Пограничная охрана со стороны Грузии
Согласно заявлению МИД Южной Осетии Грузия усиливает свои войска на границе с Южной Осетией. 9 января 2009 года было заявлено о появлении четырёх единиц бронетехники и 16-ти грузовых автомашин у селения Мерети, в районе Присских высот в приграничной зоне. Было предположено о увеличении численного состава грузинских воинских подразделений до 300 человек. Также было «зафиксировано появление грузинской техники и войск в районе сел Атоци, Кнолеви и Двани».

### Пересечение границы и перевозка грузов

#### Пересечение южноосетинско-грузинской границы со стороны Южной Осетии
На границе между Южной Осетией и Грузией предусматривается обустройство двух пунктов пропуска: у столицы Южной Осетии Цхинвала и на трассе «Ленингор — Тбилиси».
Кроме этого на апрель 2016 года официальными местами упрощённого пропуска являются сёла Переу и Синагур в Дзауском районе ЮО, Раздахан в Ленингорском районе ЮО и Хелчуа в Цхинвальском районе ЮО.
Иностранные граждане (кроме граждан РФ), согласно Положению о порядке пребывания иностранных граждан в РЮО, могут посетить Южную Осетию после обращения в МИД РЮО или в соответствующие министерства или ведомства
Для перехода южноосетинско-грузинской границы в Ленингорском районе гражданам Грузии до ноября 2010 года достаточно было представить заверенный нотариусом перевод на русский язык удостоверения личности. С ноября 2010 года вводится новый порядок пересечения грузино-югоосетинской границы:
Миграционная служба МВД РЮО информирует жителей Ленингорского района Южной Осетии, пересекающих государственную границу Южной Осетии и Грузии, об установлении месячного срока для получения паспорта гражданина Республики Южная Осетия. По истечении указанного срока, лица, не получившие паспорта, будут признаны гражданами иностранного государства и при въезде в Ленингорский район Южной Осетии или выезде, следовательно будут вносить госпошлину в сумме 320 рублей в соответствии со ст.14 закона «О госпошлине РЮО». В законе говорится, что «за совершение действий, связанных с въездом в РЮО или выездом из РЮО, госпошлина уплачивается в следующих размерах: за выдачу иностранному гражданину или лицу без гражданства разрешения на временное пребывание в Республике Южная Осетия, а также за продление срока действия такого разрешения 320 рублей».

#### Пересечение южноосетинско-грузинской границы со стороны Грузии
В апреле 2010 года Грузия ввела новые правила перехода на территорию Ленингорского района. Местное грузинское население называет эти правила «визовым режимом». Раньше людям, которые не имели регистрации в Ленингорском районе, для прохождения через грузинский пост было достаточно справки от расположенной ныне в селе Церовани Ахалгорской районной управы. По новым правилам люди должны получать разрешение на посещение Ленингорского района в управлении безопасности Мцхета. Они должны объяснить там причины и цели посещения Ленингорского района. При положительном решении сотрудников безопасности Грузии, обращающимся выдаётся соответствующая справка с указанием сроков посещения (это может быть один день, три дня, год и т. д.).

### Соглашение с Российской Федерацией по совместной охране границы
Ленингорский участок южноосетинско-грузинской границы укомплектован пограничниками из Дагестана.
Соглашение между Россией и Южной Осетией предусматривает оказание российской стороной помощи госорганам Южной Осетии в подготовке кадров и в целом становлении национальной погранслужбы Южной Осетии.
Пограничников Южной Осетии поддерживают Вооружённые силы Южной Осетии и военная база Российской Федерации. Численность личного состава российской военной базы — 1 700 человек.. Южная Осетия предоставила участки земли под российские военные объекты на срок 99 лет.

## Граница с Россией
Граница с Россией проходит по Главному Кавказскому хребту, ее протяжённость — 74 км. Автомобильное сообщение между Россией и Южной Осетией возможно только по двум  дорогам — Транскавказской автомагистрали через Рокский тоннель  и  по Военно-Осетинской дороге через Мамисонский перевал  Сообщение по Транскаму происходит напрямую, сообщение же через Военно-Осетинскую дорогу возможно лишь через территорию Грузии, но пункта пропуска на Военно-Осетинской дороге нет, и граница здесь закрыта пограничниками двух стран . Пересечь границу также можно через перевалы Козский, Кударский, Дзедо, Бахфандаг и Кутх, Зекарский, Рокский и Сбавский перевалы.
На Транскаме расположен интенсивно круглосуточно работающий пункт пропуска (название на российской стороне МАПП "Верхний Зарамаг", на юго-осетинской "Верхний Рук"), пропускающий ежедневно более 1000 автомобилей через Рокский тоннель. Пешеходное пересечение границы здесь запрещено. Разрешается пересечение границы на велосипеде.
1 февраля 2010 между Россией и Южной Осетией подписано безвизовое соглашение.